# Тери Мински
Тери Мински (енгл. Terri Minsky) је амерички сценариста и телевизијски продуцент, која је створила ТВ серије „Лизи Макгвајер“, „Нико није савршен“, „Шоу Џине Дејвис“, а написала је и сценарио за неколико епизода ТВ серије „Секс и град“.
Одрасла је у Маунт Лебанону, у Пенсилванији. Живи у Њујорку са супругом и двоје деце.